# 中村隆司
中村 隆司（なかむら りゅうじ、1945年1月25日 - 2024年7月5日）は、日本の実業家。日清製粉代表取締役社長や、オリエンタル酵母工業代表取締役社長、製粉協会会長などを務めた。

## 人物・経歴
青森県八戸市出身。青森県立八戸高等学校を経て、1967年東北大学経済学部卒業、日清製粉入社。製粉業務部長を経て、1995年取締役製粉業務部長に昇格。1996年から1998年まで製粉開発部長を兼務した。2000年常務取締役物流部長。2001年に日清製粉グループ本社が設立されると同社常務取締役及び日清製粉専務取締役に就任。2004年から日清製粉代表取締役社長を務め、2006年から2007年までは製粉協会会長を兼務した。
2008年にオリエンタル酵母工業に転じて同社代表取締役社長。八戸大使等も務めた。
2024年7月5日に死去。79歳没。